# Царевич Роман Михайлович
Рома́н Миха́йлович Царе́вич (13 липня 1997, с. Завадів — 14 вересня 2024, м. Суми) — молодший сержант 82-ї десантно-штурмової бригади, командир бойової машини реактивної артилерійської батареї.

## Життєпис
Народився 13 липня 1997 року в селі Завадів Стрийської громади.
Після школи навчався у Дрогобицькому фаховому коледжі нафти й газу. Отримав диплом бакалавра-економіста в Івано-Франківському національному технічному університеті нафти й газу.
Пройшов строкову військову службу. У 2016 році влаштувався на «Нову пошту». Згодом відкрив у власному селі піцерію. Спершу це був зовсім маленький, домашній заклад. Піцайолою був сам Роман, працював на вихідних та після роботи.
У перші дні повномасштабного вторгнення добровольцем подався у лави ЗСУ. Батько також на фронті захищає Україну. Два роки воював у складі 80 ОДШБр, був артилеристом. Потім їхній батальйон розформували й усіх перевели у 82-гу окрему десантно-штурмову бригаду. Там обіймав посаду командира бойової машини розрахунку взводу реактивної артилерійської батареї. Воював на Миколаївщині, Донеччині та Харківщині. Згодом підрозділ брав участь у спецоперації на Курщині.
У телефоні Романа знайшли відео, де він з бойовими побратимами перетинає кордон та заїжджає в Курську область, був там серед перших. Більш як місяць працював на території ворога.
Коли він з побратимами заїжджав у посадку, щоб розчистити собі позицію, бійці наїхали на міну. Їх там було четверо: один загинув на місці, Роман та ще двоє потрапили у лікарню в Сумах з тяжкими травмами.
За два тижні мало бути весілля.
Помер 14 вересня 2024 року в Сумській лікарні внаслідок травм, яких зазнав на полі бою в Курській області
Був молодшим сержантом, командиром бойової машини реактивної артилерійської батареї.